# そして誰もいなくなった (1945年の映画)

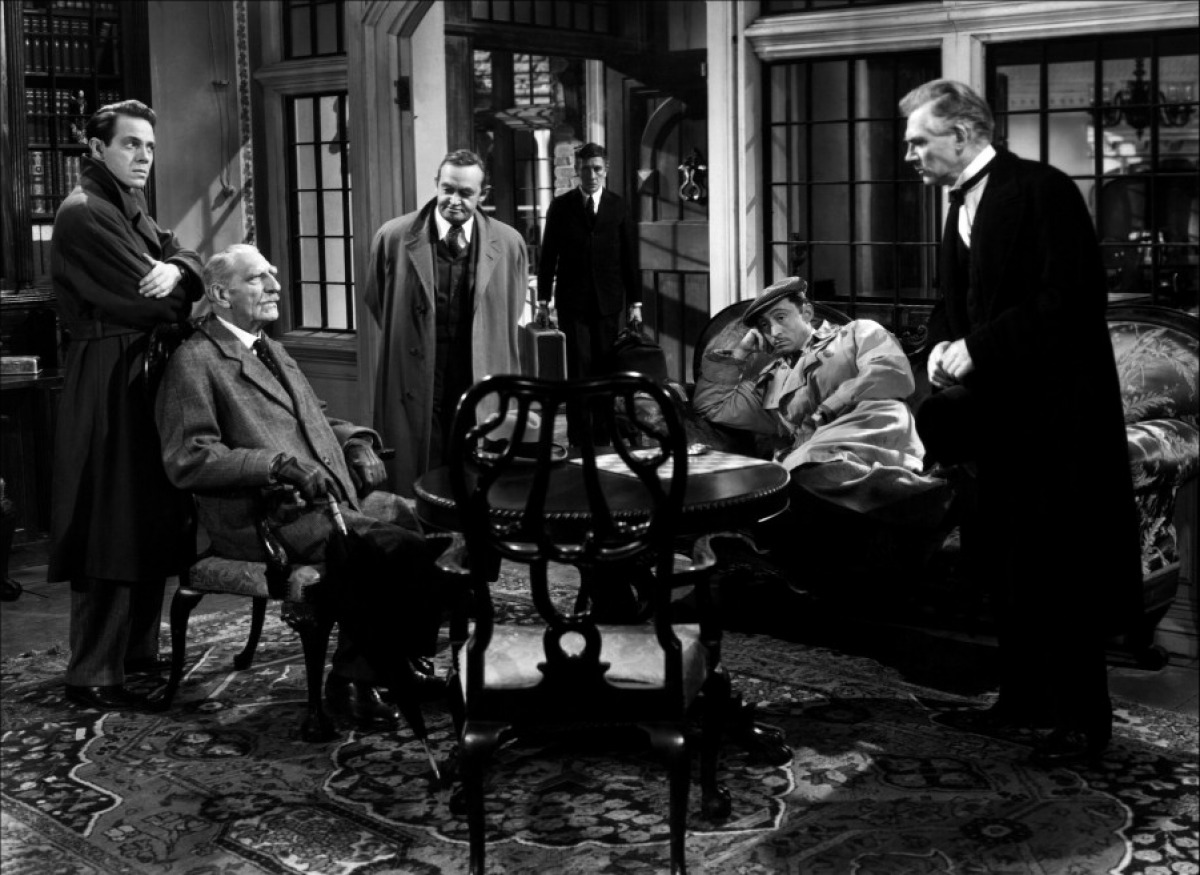
左から、ルイス・ヘイワード、C・オーブリー・スミス、バリー・フィッツジェラルド、リチャード・ヘイデン、ミシャ・オウア、ウォルター・ヒューストン

『そして誰もいなくなった』（そしてだれもいなくなった、And Then There Were None）とは、1945年公開のアメリカ合衆国のミステリ映画。アガサ・クリスティの同名ベストセラー小説『そして誰もいなくなった』の映画化で、監督はルネ・クレール。
島に集められた客と使用人の10人が童謡テン・リトル・インディアンズ（10人のインディアン）の歌詞通りに次々と殺されてゆく、というストーリー。
アメリカ合衆国内では著作権が切れ、現在はパブリックドメインである。なお日本国内ではアガサ・クリスティの著作権が2047年まで存続しているためパブリックドメインではない。

## キャスト
有名俳優が演じる。
- フランシス：J・クインキャノン：バリー・フィッツジェラルド
- エドワード・G・アームストロング：ウォルター・ヒューストン
- フィリップ・ロンバード：ルイス・ヘイワード（英語版）
- ヴェラ・クレイソーン：ジューン・デュプレ（吹替：岡本茉利）
- ウィリアム・ヘンリー・ブロア：ローランド・ヤング（英語版）
- ニキータ・スターロフ：ミシャ・オウア
- ジョン・マンドレイク：C・オーブリー・スミス
- エミリー・ブレント：ジュディス・アンダーソン
- トマス・ロジャース：リチャード・ヘイデン
- エセル・ロジャース ：クイニー・レナード
- フレッド・ナラカット：ハリー・サーストン

※日本語吹替：テレビ版・放送日1979年12月1日

## 評価
公開当時、映画評論家ボズレー・クラウザーは「ルネ・クレールはエキサイティングな映画を生み出した。素晴らしいキャストを揃え、ユーモアを交え、軽妙でぞっとするタッチを演出した」と高く評価した。
近年では、映画評論家レナード・マルティンは「非常にサスペンスフル」と絶賛。脚本、音楽、ヴィジュアルも称賛し、4つ星満点で満点を与えた。

## 受賞
1946年のロカルノ国際映画祭で金豹賞と最優秀監督賞を受賞した